# Biała bila

Ustawienie bil na stole snookerowym; biała bila znajduje się w "polu D"

Biała bila (także: cue ball, bila zagrywająca) – w grach bilardowych najważniejsza bila, za pośrednictwem której zawodnik wbija bile pozostałych kolorów.

## Znaczenie bili
Wbicie bili białej do kieszeni (łuzy) stołu, zwykle równoznaczne jest z faulem. W snookerze za wbicie bili białej po własnym zagraniu zawodnik traci kolejkę, a przeciwnik otrzymuje 4 punkty i może wykonać uderzenie z dowolnego miejsca pola D w dowolnym kierunku. Podobnie wybicie białej bili poza stół bądź jej wielokrotne dotknięcie kijem lub częścią ciała oznacza faul.